# 林ひさお
林 ひさお（はやし ひさお、1947年8月2日 - ）は、日本の漫画家。新潟県出身。別名義に林 久生。

## 略歴
高校を1年で中退し手塚治虫のアシスタントを務めた後、1年半後に独立。

## 作品リスト
- O・ヘンリー異色短編7 夕暮れロールスロイス（少年キング 1970年）
- O・ヘンリー異色短編8 心と手（少年キング 1970）
- あいつと俺たち（原作：真樹日佐夫、冒険王）
- それいけウルトラセブン （小学館BOOK 1970年5月号）
- SOSウルトラセブン（小学一年生 1970年9月号）
- ミラーマン（幼稚園 1971年連載）
- 原始少年リュウ（原作：石森章太郎、小学三年生 1971年11月号-1972年3月号連載）
- スカイヤーズ5（原作：川崎のぼる、小学一年生 1971年12月号-1972年4月号連載）
- 帰ってきたウルトラマン（小学館BOOK 1972年1月号-3月号連載、小学三年生 1972年4月号、小学一年生 1972年夏休み増刊号掲載）
- 憧憬（ヤングV 1972年1月号）
- ウルトラマンA（小学三年生 1972年5月号-1973年3月号連載、第4話：劇画）
- かいじゅうダイゴロウ（小学一年生 1972年7月号-10月号連載）
- 緊急指令10-4・10-10（小学二年生 1972年8月号-1973年1月号連載）
- おれは負けないぞ!!（小学六年生 1972年8月号-1973年2月号連載）
- シルバー仮面（幼稚園 1972年連載）
- 笛吹童子（原作：北村寿夫、小学一年生 1972年11月号-1973年4月号連載、小学二年生 1972年12月号-1973年3月号連載、小学六年生 1972年12月号-1973年3月号連載）
- アイアンキング（原作：佐々木守、小学一年生 1973年1月増刊号）
- ファイヤーマン（小学五年生 1973年1月号-3月号連載）
- ブルとひなげし（小学六年生 1973年7月号）[1]
- ブルース・リー物語 死亡遊戯（エコーコミックス『劇画 ブルース・リー』、ケイブンシャ、1974年）[2]
- ギャンブル裏街道（原作：大川タケシ、秋田書店、1976年）[3]
- 鉄腕アトム（原作：手塚治虫、てれびくん 1980年10月号-1981年11月号連載、「林久生」名義）
- 皇帝のいない八月（原作：小林久三、講談社、1985年、ISBN 978-4061038257）[4]
- アテナ―幻想界の大妖魔 (アドベンチャーヒーローブックス (23))（勁文社、1987年、ISBN 4-7669-0602-0）[5]
- 魔怪不動剣 : 明王魔界戦記. 1(マンサンコミックス. 魔界アクションシリーズ)（原作：荒巻義雄、実業之日本社、1988年）
- 砂漠の狐 : ロンメル戦車軍団(戦記コミックスシリーズ ; 5)（原作：藤大輔、朝日ソノラマ、1990年、ISBN 4-257-90124-1）[6]
- UFOの謎 完全解明(失われた環(ミッシング・リング)シリーズ ; 9)（小学館、1993年、ISBN 4-09-207109-4）[7]
- ラーメン屋さんになろう!（小学館、2003年、ISBN 9784092532649）[8]
- 甲府勤番控帳ろくでなし挽歌（原作：大和久守正、別冊エースファイブコミックス、オハヨー出版）[9]